# Torquil Norman
Sir Torquil Patrick Alexander Norman CBE (* 11. April 1933; † 19. März 2025) war ein britischer Unternehmer, Flugzeugenthusiast und Kunst-Philanthrop. Nachdem er einen Anteil an der Berwick’s Toy Company erworben hatte, machte er das Unternehmen zu einem der größten Spielwarenhersteller im Vereinigten Königreich, bevor er 1979 wegen eines Streits mit dem Vorstand ausschied. 1980 gründete er Bluebird Toys, welches das Big Yellow Teapot House, den Big Red Fun Bus und die Puppenserie Polly Pocket herstellte. Norman gründete den Global Vehicle Trust, welcher OX Delivers gründete, um Lastwagen zu betreiben, die kostengünstig Güter aus ländlichen Gebieten in Entwicklungsländern transportieren. Norman flog mehrere Transatlantikflüge in klassischen De Havilland-Flugzeugen.

## Leben

### Jugend und Ausbildung
Norman wurde am 11. April 1933 geboren. Er war der jüngste von drei Söhnen des Air Commodore Sir Nigel Norman, 2. Baronet, und von Patricia Moyra Annesley, der Tochter von Lieutenant Colonel James Howard Adolphus Annesley. Sein Vater, das einzige Kind von Journalist und Politiker Henry Norman, 1. Baronet, und der Schriftstellerin Ménie Muriel Dowie, verlor 1943 beim Militärdienst das Leben, kurz vor Torquils 10. Geburtstag. Sein ältester Bruder, Sir Mark Annesley Norman, erbte die Baronswürde und sein mittlerer Bruder, Desmond Norman, war ein Flugpionier.
Norman erhielt seine Ausbildung am Eton College, Harvard University und am Trinity College, Cambridge. Er war Mitglied des legendären Teams beim Boat Race 1957.

### Karriere
Norman war 2,00 m groß, erhielt mit 18 seinen Pilotenschein und leistete seinen Wehrdienst (National Service) bei der Fleet Air Arm ab. Er musste vorgeben, kleiner zu sein, als er tatsächlich war, da er drei Zoll größer war als die maximal zulässige Körpergröße für Kampfpiloten der Fleet Air Arm. Er überlebte einen Beschuss einer Hawker Sea Fury. Nach seiner Entlassung kaufte er sich eine Piper Comanche, flog in der No. 601 Squadron der RAF und begann mit dem Fallschirmspringen.
Nach seiner Tätigkeit in der internationalen Abteilung von JP Morgan in New York City wurde Norman Geschäftsführer der Industrieholding Mineral Separations, wo er kleine Tochtergesellschaften, die nicht gut liefen, ausgliederte und die meisten davon verkaufte. Er beteiligte sich jedoch an der Berwick’s Toy Company und machte sie zu einem der größten Spielwarenhersteller Großbritanniens. Er trat 1979 aufgrund von Meinungsverschiedenheiten mit dem Vorstand von Berwick’s zurück. 1980 gründete er Bluebird Toys, Hersteller des Big Yellow Teapot House, des Big Red Fun Bus und der erfolgreichen Polly Pocket-Puppenserie.
Norman, ein langjähriger Einwohner von Camden, kaufte 1996 das heruntergekommene Kunstzentrum Roundhouse in Chalk Farm für 3 Mio. Pfund „als Impulskauf“ („an impulse buy“), nachdem er gelesen hatte, dass dort die Umwandlung in ein Architekturmuseum geplant war.
Als Gründer und Vorsitzender des Roundhouse Trust sammelte er 27 Millionen Pfund aus öffentlichen und privaten Quellen, darunter fast 4 Mio. Pfund aus eigenen Mitteln, um das verfallene viktorianische ehemalige Eisenbahnreparaturwerk zu restaurieren, das in den 1960er und 1970er Jahren ein wichtiger Veranstaltungsort für die Künste gewesen war. Das restaurierte Roundhouse wurde im Juni 2006 als Veranstaltungsort mit 1.700 Sitzplätzen wiedereröffnet, mit einem hochmodernen Kreativzentrum für junge Leute im Untergeschoss und einem neuen Flügel mit einer eigens dafür errichteten Bar und einem Café. Schon bald war es die Basis für eine große Saison der Royal Shakespeare Company, veranstaltete regelmäßig Rockkonzerte namhafter Künstler und hatte bis 2008 über 12.000 Teenager in kreative Kunstprojekte eingebunden.
Norman, der zuvor zum Commander des Order of the British Empire ernannt worden war, trat 2007 als Vorsitzender des Roundhouse Trust zurück und wurde im selben Jahr zum Knight Bachelor ernannt für seine „Verdienste um die Künste und für benachteiligte Jugendliche“ („services to the arts and to disadvantaged young people“). 2007 gewann er den Beacon Fellowship Prize für seine Arbeit mit jungen Menschen im Rahmen des Roundhouse Trust.
Als Sammler klassischer Flugzeuge schrieb er einen anschaulichen Bericht über seinen Flug über den Atlantik mit einer DH Leopard Moth. 1995 unternahm Norman einen Transatlantikflug in einer Dragonfly, die ursprünglich 1937 ausgeliefert worden war. 2000 flog er eine 67-Jahre alte Moth über den Atlantik; das Flugzeug wurde das älteste Flugzeug, welches je den Atlantik überquert hat.
Norman gründete den Global Vehicle Trust (GVT) um einfache, erschwingliche und vielseitige Transportmöglichkeiten für ländliche Gebiete in Entwicklungsländern bereitzustellen. Dazu wurde ein speziell von Sir Gordon Murray entworfener und konzipierter Lkw verwendet. Obwohl die ursprüngliche Idee darin bestand, OX-Lkw an Kunden in Entwicklungsländern zur Eigennutzung zu verkaufen, gründete GVT OX Delivers, um die Lkw zu betreiben und Transporte an Kunden zu verkaufen, die Güter aus ländlichen Gebieten in Entwicklungsländern transportieren müssen.

## Persönliches, Tod
Am 8. Juli 1961 heiratete Norman Lady Elizabeth Ann Montagu, die Tochter von Alexander Montagu, 10. Earl of Sandwich. Mit ihr hatte er fünf Kinder, inklusive dem Konservativen Abgeordneten Jesse Norman und der Künstlerin Amy Sharrocks, und außerdem zehn Enkel.
Norman starb am 19. März 2025 im Alter von 91 Jahren.

## Werke
- 2010: Kick the Tyres, Light the Fires: One Man’s Vision for Britain’s Future and How We Can Make It Work. Infinite Ideas. ISBN 978-1-906821-53-1